# Nina Morato
Stéphanie Morato, född 2 mars 1966 i Paris, är en fransk sångerska, låtskrivare och skådespelerska. Hon är känd under sitt artistnamn Nina Morato.
Under artistnamnen Stéphanie och Stéphanie de Malakoff släppte hon singlarna Funky School (1988), Envie d'amour (1988), Mon P'tit Arthur (1988) L'autre partie de moi-même (1989) och T'en fais deux fois trop (1990) men utan större framgång. Under sitt nya artistnamn Nina Morato släppte hon debutalbumet Je suis la mieux 1993 som med bl.a. hitsingeln Maman blev en framgång. Hon skrev låtarna själv tillsammans med Antonin Maurel och maken Jérôme Pigeon.
Morato representerade Frankrike i Eurovision Song Contest 1994 med bidraget Je suis un vrai garçon, som skrivit själv tillsammans med Bruno Maman. Hon uppnådde 7:e plats med 74 poäng. Samma år genomförde hon en stor turné genom Frankrike. Hon uppmärksammades även för att vara huvudrollsinnehavare i Christian Vincents film La Séparation (1994).
1996 släppte hon sitt andra studioalbum, L'allumeuse, som inte blev någon större framgång. En större succé blev uppföljaren Moderato (1999), som var starkt färgad av den sorg Morato kände efter att hennes nyfödda dotter hade dött.

## Diskografi
- Je suis la mieux (1993)
- L'allumeuse (1996)
- Moderato (1999)

## Filmografi
- L'Étrange Noël de Monsieur Jack (1993)
- La Séparation (1994)
- Ordo (2004)
- Ma vie en l'air (2005)
- Le Bal des actrices (2009)
- Rengaine (2012)